# Tahoua (vùng)
Tahoua là một trong tám vùng của Niger. Thủ phủ là thành phố Tahoua. Vùng này có diện tích 106.677 km2.

## Địa lý
Tahoua giáp với vùng Agadez về phía đông bắc, vùng Maradi về phía đông nam, Nigeria về phía nam, vùng Dosso, vùng Tillabéri và Mali về phía tây. Phần lớn diện tích nằm trong vùng Sahel.

### Các khu dân cư
Tahoua là thủ phủ của vùng. Các khu dân cư lớn khác bao gồm Abalak, Bagaroua, Birni-N'Konni, Bouza, Illela, Keita, Madaoua và Tchintabaraden.

## Nhân khẩu
Vào năm 2011, dân số của vùng Tahoua là 2.741.922 người. Các nhóm dân tộc chính là Fulani, Hausa và Tuareg.